# Rechte Sache
Gerechte Sache oder Rechte Sache (russisch Правое Дело Prawoje Delo) war eine politische Partei in Russland. Sie vertrat vor allem wirtschaftsliberale Interessen. Im März 2016 wurde sie in Wachstumspartei umbenannt und erlebte einige Veränderungen.

## Inhalte
Motto der Partei war Swoboda, sobstwennost, porjadok („Freiheit, Eigentum, Ordnung“).
Das liberale Profil der drei Ursprungsparteien war unterschiedlich. So berief sich die Demokratische Partei Russlands auf ihre Tradition aus der linksliberalen Bürgerrechtsbewegung Russlands Ende der 80er und Anfang der 90er Jahre, die Union der Rechten Kräfte galt als wirtschaftsliberal, die dritte Ursprungspartei Bürgerkraft als regierungstreue Liberale.
Von Beobachtern der russischen Politik wird die Partei unterschiedlich gesehen: Von den einen als Chance, liberal-demokratisches Gedankengut vereint in die russische Gesellschaft zu bringen, von anderen wie dem Regierungskritiker Garri Kasparow als nicht ernst zu nehmende „Marionettenliberale“ von Wladimir Putin.

## Innere Struktur
Höchstes Organ der Rechten Sache ist der 33-köpfige Vorstand mit drei Co-Vorsitzenden an der Spitze. Diese stammen aus den drei Parteien, aus denen die Rechte Sache entstanden ist. Neben dem Vorstand existiert als weiteres Organ ein Oberster Rat. Örtliche Gliederungen befinden sich aktuell in Gründung, so im März 2009 die Moskauer Parteiorganisation.

## Geschichte
Die Rechte Sache ist ein Zusammenschluss dreier liberaler Parteien Russlands: der Demokratischen Partei Russlands, der Bürgerkraft und der Union rechter Kräfte (SPS). Er erfolgte im November 2008 in Moskau und wurde von der damaligen Präsidialverwaltung unterstützt. Bereits zuvor gab es Bestrebungen, die konkurrierenden und erfolglosen Parteien im liberalen Spektrum Russland zu vereinen, vor allem von Seiten der DPR. Damit sollte die anhaltende Erfolglosigkeit des zersplitterten liberalen Spektrums bei den Dumawahlen beendet werden. Obwohl die drei Parteien zu den größten liberalen Vereinigungen Russlands gehörten, hatte keine von ihnen Abgeordnete im landesweiten Parlament, dafür in einigen Regionalparlamenten.
Im Mai 2011 zeigte der Milliardär Michail Prochorow Interesse an der Partei. Er wollte sie zur zweitstärksten politischen Kraft in Russland machen und sich für eine Verbesserung der Rechte kleiner Unternehmer einsetzen. Am 25. Juni 2011 wurde er zum Vorsitzenden gewählt.
Am 15. September 2011 trat er wieder zurück, weil die Partei seiner Ansicht nach ein „Puppenprojekt des Kreml sei, das von einem Puppenspieler in der Präsidialverwaltung geführt werde“.
Am 23. September 2011 suspendierte die Internationale Demokratische Union die Mitgliedschaft der Partei.
Am 15. August 2012 wurde der bekannte russische Schauspieler Iwan Ochlobystin beauftragt, das neue Parteiprogramm für die Partei zu schreiben. Es trägt den Titel „Russland für den Menschen“.
Seit Ende 2012 verfolgte die Partei einen verstärkt nationalkonservativen Kurs.
Seit dem 29. Februar 2016 war Boris Titow neuer Vorsitzender, damals Beauftragter für Unternehmerrechte beim Präsidenten Russlands. Er veränderte die Partei durch neue Mitglieder und Unterstützer und einige neue Strukturen. Am 26. März wurde die Partei in "Wachstumspartei" umbenannt.

## Prominente Mitglieder
- Boris Titow (Vorsitzender)
- Andrei Dunajew (ehemaliger Vorsitzender)
- Anatoli Tschubais (bekannter Wirtschaftoligarch, ehemals Finanzminister)[3]
- Leonid Gosman (ehemaliger Co-Vorsitzender, Vormals Vorsitzender der Union Rechter Kräfte)[1]
- Georgi Bowt (Co-Vorsitzender)[3]
- Michail Prochorow (ehemaliger Vorsitzender, am 15. September 2011 aus der Partei ausgetreten)

Dem 30-köpfigen Vorstand (Politsowjet) gehören u. a. Waleri Achadow, Wladislaw Koroljow, Boris Nadeschdin, Andrei Netschajew, Alexandra Perechwatowa und Grigori Tomtschin an.